# Wolfman Jack
Pour les articles homonymes, voir Robert Smith, Smith et Jack.
Robert Weston Smith, connu sous le nom de Wolfman Jack, né le 21 janvier 1938 à Brooklyn (New York) et mort le 1er juillet 1995 à Belvidere (en) (Caroline du Nord), est un disc jockey américain.
Il estimait que son succès était dû à sa voix rocailleuse « La viande et les pommes de terre sont restées sur la table pendant des années pour Wolfman et Wolfwoman. Quelques coups de whisky l'aident. J'ai ce beau son rauque. ».

## Début de carrière
Smith naît à Brooklyn le 21 janvier 1938. Il est le cadet de deux enfants d'Anson Weston Smith, professeur d'école épiscopale du dimanche, écrivain, rédacteur en chef et vice-président directeur de Financial World, et de son épouse Rosamond Small. Ils vivent sur la 12e rue et la 4e avenue dans la section Park Slope. Ses parents divorcent alors qu'il est encore enfant. Pour lui éviter des ennuis, son père lui achète une radio Trans-Oceanic et Smith devint un fervent fan de musique R & B et des disc jockeys qui la jouaient, y compris "Jocko" Henderson de Philadelphie, "Dr. Jive" (Tommy Smalls) de New York, "Moon Dog" de Cleveland, Alan Freed et "John R. "Richbourg de Nashville, qui deviendra plus tard son mentor. Après avoir vendu à domicile des encyclopédies et des produits de la Fuller Brush Company, Smith étudie à la National Academy of Broadcasting de Washington, DC. Après avoir obtenu son diplôme en 1960, il commence à travailler comme "Daddy Jules" à WYOU à Newport News, en Virginie. Lorsque la station décide de diffuser dorénavant "de la belle musique", Smith est surnommé "Roger Gordon et la musique de bon goût" (Roger Gordon and Music in Good Taste). En 1962, il rejoint la station de musique country KCIJ / 1050 à Shreveport, en Louisiane, en tant que directeur de la station et disc-jockey du matin, "Big Smith with the Records".
Il épouse Lucy "Lou" Lamb en 1961 et le couple a deux enfants.

## Radio Caroline
Lorsque le seul navire survivant de ce qui était à l'origine le réseau radio pirate de Radio Caroline North et Radio Caroline South a coulé en 1980, une recherche a commencé pour trouver un bateau pour le remplacer. En raison des lois adoptées au Royaume-Uni en 1967, il est devenu nécessaire que l'opération de vente soit située aux États-Unis. Pendant un certain temps, Don Kelley, partenaire d'affaires et responsable personnel de Wolfman Jack, a servi d'agent sur la côte ouest pour la nouvelle Radio Caroline, mais le contrat a finalement été rompu.
Dans le cadre de ce processus, Wolfman Jack devait présenter les émissions du matin sur la nouvelle station. À cette fin, il a enregistré plusieurs émissions qui n'ont jamais été diffusées, car la station n'a pas été opérationnelle selon le calendrier prévu.

## Mort
Le 1er juillet 1995, Smith meurt d'une crise cardiaque à son domicile de Belvidere (en), en Caroline du Nord, peu après avoir terminé une émission hebdomadaire,. Il est enterré dans le cimetière familial à Belvidere (en).

## Filmographie
- 1971 : The Seven Minutes : lui-même
- 1972 : The Way Of The Dragon[réf. nécessaire] : 1er combattant vs restaurant[pas clair]
- 1973 : American Graffiti : lui-même
- 1978 : Sgt. Pepper's Lonely Hearts Club Band : Un des invités
- 1978 : Hanging on a Star : Gordon Shep
- 1979 : American Graffiti, la suite : lui-même (voix)
- 1980 : Nuits de cauchemars (Motel Hell) : Révérend Billy
- 1980 : Galactica 1980 : lui-même
- 1988 : Mortuary Academy  : Bernie Berkowitz
- 1989 : Midnight : lui-même